# قلعه تپه (قره تپه)
محمد یاراحمدی  در تاریخ ۲۸ مهر ۱۳۳۵به دنیا امد امد .